# Isla Nublar

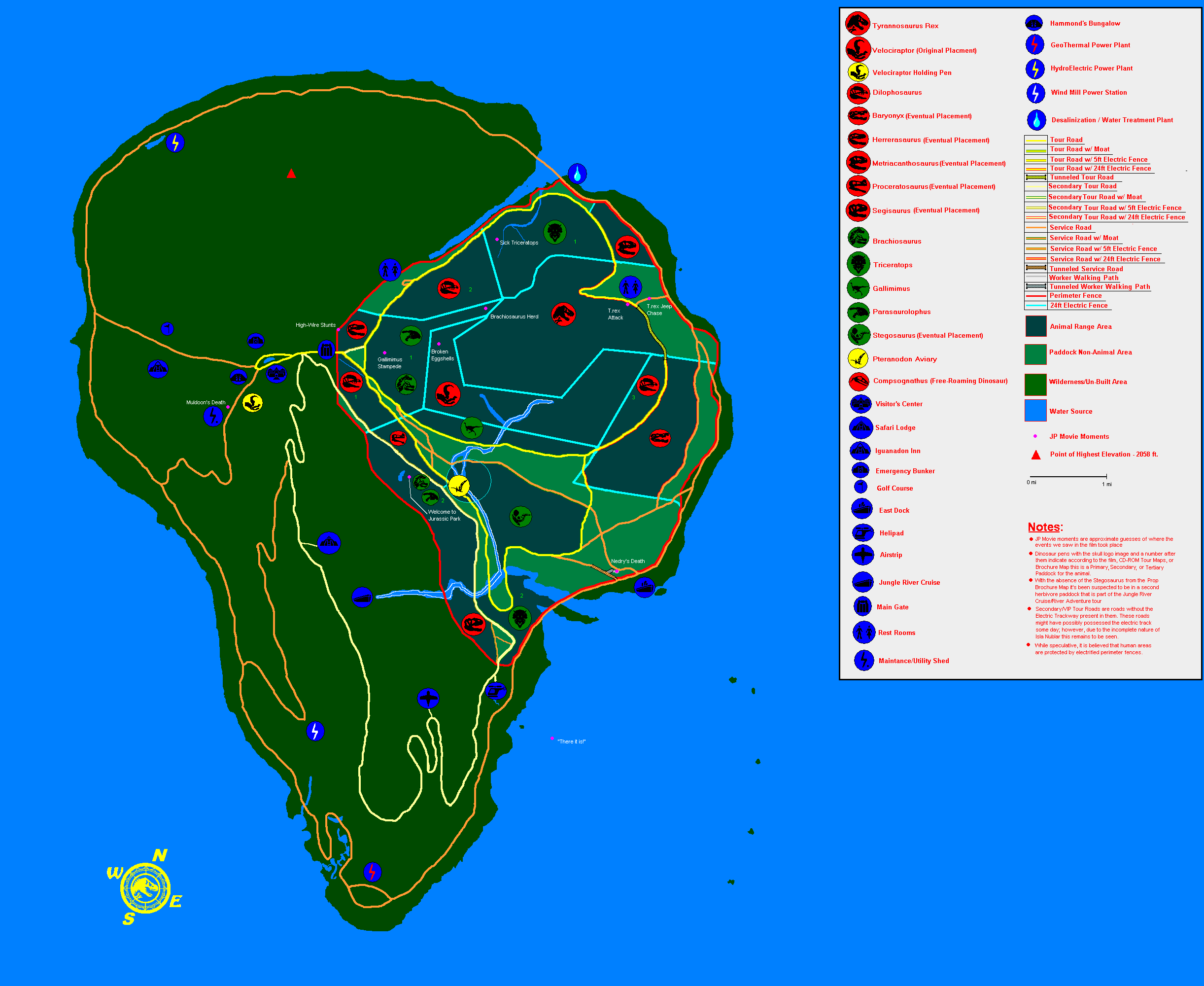
Mapa de la isla Nublar.

La isla Nublar es una isla remota y ficticia, descrita en las películas homónimas de Parque Jurásico. Es conocida como el "Sitio A" o "Enclave A", y se sitúa a 120 millas (190 km) de Costa Rica. En ella, se muestran al público los dinosaurios reconstruidos genéticamente, como si de una 'sala de exhibición' se tratase; pero no es donde tuvo lugar la bioingeniería en sí.

## Geología

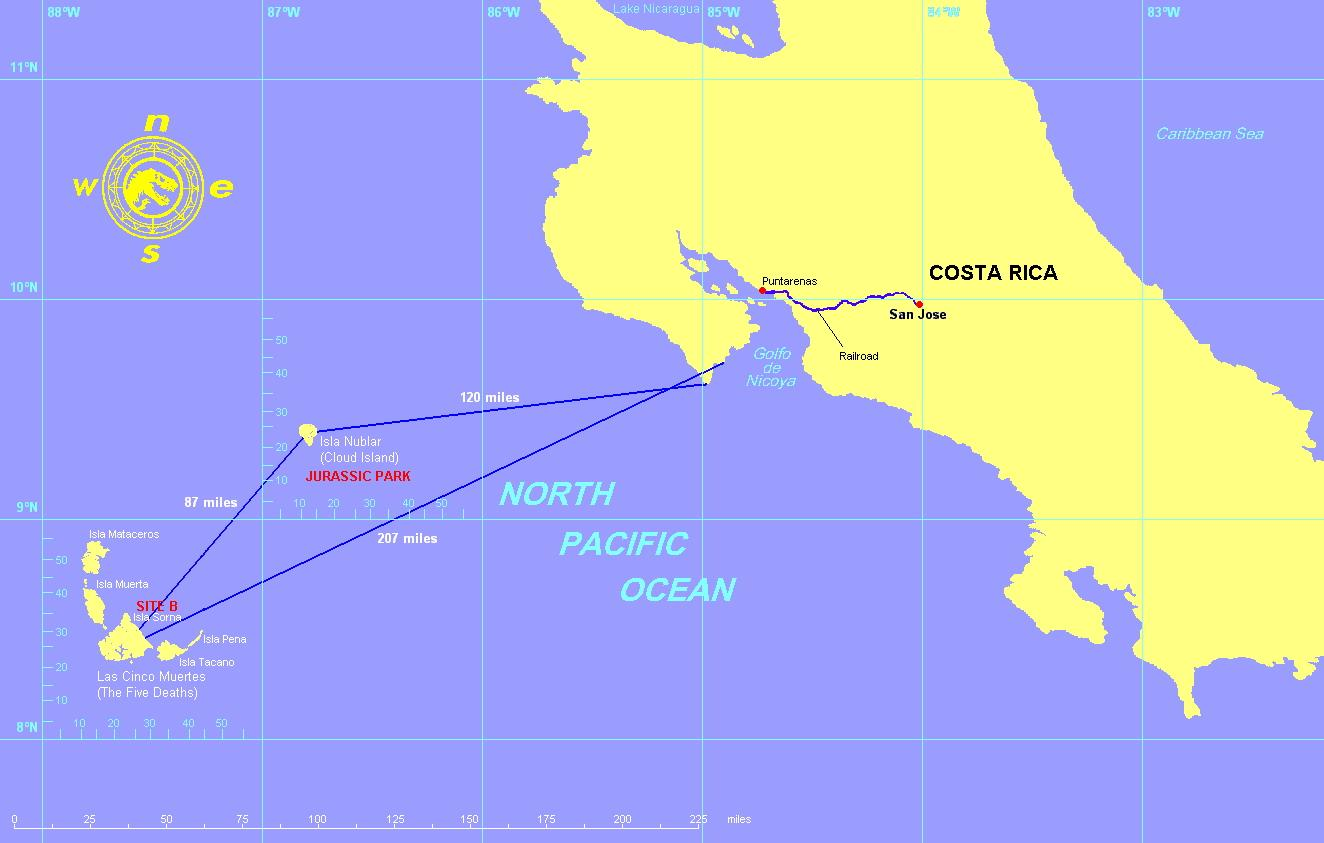
Mapa que muestra la ubicación de la isla Nublar.

La isla Nublar no es considerada una verdadera isla, sino que en realidad se correspondería a una montaña submarina, cuya roca es de origen volcánico, similar a la isla de Hawái. El calor producido en la antigua energía geotérmica del volcán proporciona electricidad al parque, pues esta isla es caliente en algunas áreas. La isla está cubierta de niebla, debido al calor y las corrientes marinas.
El clima es tropical, con densas selvas y dos ríos que cruzan la isla hacia el este y el norte de Costas. En la novela, la isla se describe con forma de lágrima, más gruesa en el norte que en el sur. 
La isla mide 8 millas de largo y 3 millas en su punto más ancho (13 kilómetros de largo y 5  kilómetros), alcanzando una superficie total cercana a 22 millas cuadradas (57 kilómetros cuadrados). También hay un gran lago al norte y un aviario masivo hacia el centro de la isla. El pico más alto de la isla es de unos 2100 pies (640 m). La cadena en la que se encuentra, según la película, se llamaba originalmente "Las Cinco Muertes" ("The Five Deaths"), pero en la historia, debido a un mito nativo Americano que decía que un valiente guerrero fue ejecutado de forma diferente en las 5 islas, en Isla Matanceros lo quemaron, en Isla Muerta fue ahogado, en Isla Sorna ahorcado en Isla Pena descuartizado y en Isla Tacaño decapitado. La Isla Sorna es parte de ella. Sin embargo, otra fuente dice que se llama "Las Cinco Muertes" desde el principio. El mapa del thriller de la segunda película etiqueta las cinco islas como Isla Mazanceros, Isla Muerta, Isla Sorna, Isla Tacaño e Isla Peña. El mapa no muestra la ubicación de isla Nublar, lo que implica que puede estar más cerca de Panamá que de esta cadena de islas.

## Parque Jurásico
En la isla Nublar está Jurassic Park, un parque zoológico cuya atracción son dinosaurios creados genéticamente por John Hammond y la Corporación InGen. Hammond pretendía que la isla fuese visitada por millones de personas de todo el mundo, trayendo alegría a los niños, además de beneficios impresionantes. Sin embargo, mientras Hammond estaba mostrando la isla a la gente que tenía la intención de apoyarlo, los dinosaurios se soltaron y aterrorizaron el parque. En la novela, la isla fue bombardeada por productos químicos de la ficticia Fuerza aérea de Costa Rica, mientras que en la película se la declaró área restringida. Los animales de Nublar bien podrían haber sido igualmente exterminados, tanto en la historia como en la película. Esto se insinúa en una escena cortada del The Lost World: Jurassic Park donde el nuevo líder de InGen Peter Ludlow, el sobrino de Hammond, analiza el costo de demoler Parque Jurásico. 
También han tenido lugar en la posible desaparición de los dinosaurios la contingencia de lisina. Los dinosaurios genéticamente alterados requieren una dosis de lisina de los cuidadores de Jurassic Park, como un plan de contingencia en el caso de que estos escapen.

## El parque

### Centro de Visitantes

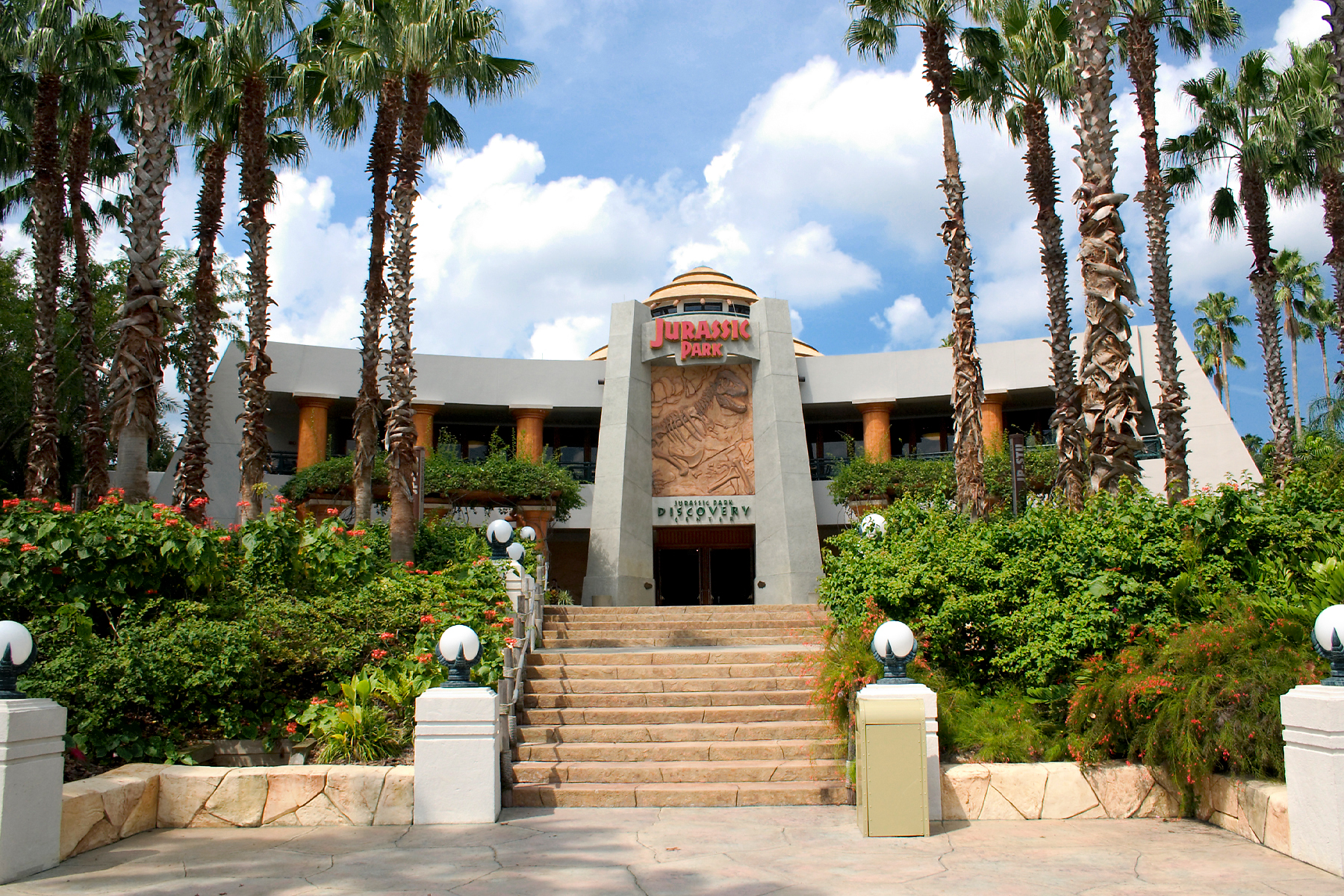
Una réplica del Centro de Visitantes de Parque Jurásico.

El centro del parque fue el Centro de Visitantes de Parque Jurásico, que visto desde el exterior tenía muros de piedra con diseños de fósiles grabados en ella, conductos de agua que fluyen enmarcados a ambos lados de los pasos y presenta un tejado de paja. En el interior, en la sala principal, aparecen esqueletos de un saurópodo siendo atacado por un tiranosaurio. Otras partes del centro incluyen un café, con murales de dinosaurios en él, un laboratorio científico (presumiblemente sólo de muestra), un centro de control principal del parque, un almacén de embriones, y una sala de cine en circulación. Hay también una sala de conferencias con una mesa y dispositivos de proyección para su uso en varias presentaciones sobre el parque. Parece que la Oficina de Turismo de Parque Jurásico no fue completado, como se evidencia, por la presencia de trabajadores de la construcción y andamios en las escenas de la película.

### Valla del perímetro y puertas
El parque estaba rodeado por una valla perimetral de gran tamaño. Esta tenía una carga de 10 000 voltios. El vallado del perímetro general se utilizó como una especie de última defensa contra la fuga de dinosaurios. Cada especie de dinosaurio también tenía vallas alrededor de su recinto especial para garantizar la ausencia de mezclas de ciertas especies. El vallado del perímetro ofreció un gran número de puertas que permitían el paso de vehículos y seres humanos a través de los mecanismos electrónicos de bloqueo.

### Recinto de Dilophosaurus
El primer recinto de dinosaurio en el recorrido fue el del Dilophosaurus. El recinto presentaba una pequeña cerca eléctrica con avisos que decían que se mantuvieran las ventanas de los vehículos subidas. Más tarde se descubre que el aviso se debe a la capacidad del Dilophosaurus de escupir veneno. El recinto de Dilophosaurus estaba notoriamente mal diseñado debido a una carencia de líneas apropiadas de la vista y de la vegetación densa. Debido a estos factores era extremadamente difícil coger una ojeada de sus hermosos habitantes. En la novela, sin embargo, se puede ver a un Dilophosaurus bebiendo agua.

### Recinto de Tyrannosaurus
El recinto del Tiranosaurio fue probablemente el recinto más visto de la película. El propio recinto estaba separado del camino por una gran cerca eléctrica, y tenía una fosa de seguridad entre la cerca y el recinto. El recinto también ofrecía mini-jaulas retráctiles que contenían a los pequeños mamíferos destinados al consumo del t-rex. Esto se utiliza con el fin de traer al animal a la vista de los paseantes. En la novela no solo se mencionan 2 t-rex, sino que se ve uno de ellos antes de su escape. El animal en cuestión devora una cabra que se le ofrece durante el día y durante el primer vistazo. Se menciona en la novela que es tímido. En la novela no existe tal fosa en el recinto del tiranosaurio, sino que fue una invención totalmente cinematográfica.

### Recinto de Velociraptor
El recinto del Raptor era relativamente pequeño comparada con el resto de recintos del parque. El velocirraptor era considerado demasiado peligroso como para estar en un recinto típico del parque y por eso fue relegado a este recinto que era más pequeño, pero más seguro. El recinto tenía su propia torre de vigilancia para supervisar a los animales, así como un mecanismo de alimentación que bajaría ganado vivo al suelo del recinto para el consumo. Es interesante observar que este recinto no era parte de la excursión de Parque Jurásico y estaba realmente lejos de la trayectoria del recorrido.

### Recinto de Brachiosaurus y de Parasaurolophus
El primer encuentro con un Brachiosaurus demuestra que este y el Parasaurolophus convivían juntos. El recinto tenía grandes llanos herbosos con altos árboles ocasionales y un lago. Este recinto era particularmente importante porque debe atravesarse para alcanzar el centro del visitantes.
En los videojuegos a diferencia de la película; los herbívoros tienen un recinto sin rejas y con árboles medianos y pasto, esto es porque son extremadamente pacíficos (la mitad) y no atacan como los carnívoros, con ansias de enterrar sus dientes en la carne.

### Recinto de Gallimimus
Este recinto fue visto en la escena de la estampida del Gallimimus. El recinto estaba rodeado por montañas y consistía sobre todo en llanos con árboles y raíces. Éste era quizás el recinto más grande dentro del parque debido a la naturaleza de manada del Gallimimus.

### Recinto de Triceratops
Este recinto fue visto en la escena del Triceratops. Había hierba pequeña en el recinto y bayas Lilac indias del oeste. Quizás el recinto con la mejor panorámica de los animales que residían dentro. El recinto de Triceratops era plano y su vegetación no era demasiado densa y era capaz de cubrir a los animales. Desde los vehículos que viajaban se podrían ver grandes y extensas distancias del recinto.

## Vertiente de energía
La vertiente de la energía era básicamente una vertiente pequeña (del exterior por lo menos). Fue situado cerca de la pluma de Raptor. Esta estructura discreta estaba cerca del centro del visitantes y estaba localizada totalmente bajo tierra probablemente para mantener el equipo electrónico fresco.

## Características de los dinosaurios y otros animales extintos
El parque muestra dinosaurios, que -según la novela y la película- fueron reconstruidos a partir de ADN de dinosaurio encontrado adentro de un mosquito atrapado en ámbar fosilizado que succionó su sangre millones de años atrás. El ADN fue dañado, por eso fue utilizado ADN de rana para llenar los huecos genéticos.

## Dinosaurios de la isla Nublar

### Películas
Dinosaurios u otros animales extintos que existen de manera confirmada en la isla Nublar en las películas:
- Apatosaurus: se especula que estaría en la atracción del crucero de la jungla. En The Lost World: Jurassic Park aparecen esqueletos de estos animales. Además, en Jurassic Park: The Game aparece en el monitor del laboratorio de la Dra. Laura Sorkin;
- Baryonyx: es citado en un mapa promocional de la película y aparece en Jurassic World: Fallen Kingdom en donde sale de los antiguos túneles de la isla;
- Brachiosaurus: es el primer dinosaurio que se ve en el parque y aparece junto a Parasaurolophus. Para hacer su modelo se usó al más completo "Brachiosaurus brancai", que más tarde sería reclasificado bajo Giraffatitan brancai;
- Compsognathus: se especula que estaban sueltos por el parque debido a su aparición en Jurassic World: Fallen Kingdom;
- Corythosaurus: aparece en la sala de los embriones y en Jurassic Park III;
- Dilophosaurus: Parece tener una estatura muy pequeña para un adulto de la especie. En material de la producción se menciona que se trata de un ejemplar juvenil, además, el director pensó que el diseño de la criatura a tamaño natural podría ser confundido con el del velociraptor, por lo que decidió reducir el tamaño y agregar la gorguera extensible del cuello;
- Gallimimus: Aparecen en una estampida, corriendo a gran velocidad, huyendo del tiranosaurio, siendo uno de ellos devorado por este;
- Herrerasaurus: es citado en un mapa promocional de la película. Además aparecen cuatro ejemplares en Jurassic Park: The Game, atacando a los protagonistas del mismo en la montaña rusa "Bone Shaker", muriendo en el proceso;
- Metriacanthosaurus: Aparece en la sala de los embriones. También es citado en un mapa promocional de la película. Además aparece en un monitor en el laboratorio de la Dra. Laura Sorkin en Jurassic Park: The Game;
- Parasaurolophus: En una escena cortita se les ve junto al lago donde se refrescaban los braquiosaurios. En The Lost World: Jurassic Park es capturado un ejemplar de este dinosaurio;
- Proceratosaurus: aparece en la sala de los embriones y es citado en un mapa promocional de la película;
- Segisaurus: es citado en un mapa promocional de la película;
- Stegosaurus: aparece en la sala de los embriones y en The Lost World: Jurassic Park;
- Triceratops: Se muestra un ejemplar enfermo;
- Troodon?: aparece como un dinosaurio fuera de exhibición en Jurassic Park: The Game siguiendo y atacando a los protagonistas, aunque no se sabe con certeza de que especie se trata;
- Tylosaurus: aparece en Jurassic Park: The Game, atacando a los protagonistas en una instalación acuática;
- Tyrannosaurus: hay solamente una hembra en el parque, (por lo menos, en la primera película), pudiendo correr hasta 45 km/h, velocidad que algunos años después del lanzamiento del libro/película, se demostró era imposible que un T.rex alcance;[5]
- Velociraptor: Tanto en la película como en el libro tiene una longitud anormal para Velociraptor mongoliensis, el animal tenía una altura real de medio metro y una longitud de dos metros, ya que el autor y director escogieron a "Velociraptor antirrhopus", que sería más tarde reclasificado bajo Deinonychus antirrhopus. También se muestra al animal con una inteligencia similar o superior a la de primates y cetáceos;
- En la película existen plantas extintas;
- En la película existen aves e insectos extintos;

### Novela de Michael Crichton
Novela de Jurassic Park: Jurassic Park (Novela)
Dinosaurios u otros animales extintos que están confirmados en el libro que existen en la isla Nublar:
- Apatosaurus supremus (Camarasaurus en algunas ediciones);
- Cearadactylus atrox(Pteranodon en algunas ediciones);
- Dilophosaurus wetherelli
- Euoplocephalus tutus
- Hadrosaurus foulkii.
- Baryonyx walkeri.
- Maiasaura peeblesorum.
- Microceratus gobiensis (Callovosaurus en algunas ediciones).
- Othnielia rex.
- Procompsognathus triassicus.
- Stegosaurus stenops.
- Styracosaurus albertensis
- Triceratops prorsus.
- Tyrannosaurus rex.
- Velociraptor mongoliensis.
- Mosasaurus (Acuatico en algunas ediciones)

## Diferencias en los dinosaurios
Los dinosaurios en Parque Jurásico son bastante diferentes a como los paleontólogos saben que eran en realidad. Lo justo es aclarar que las criaturas de la saga de Parque Jurásico no son dinosaurios, sino monstruos artificiales de ciencia ficción que se asemejan mucho a dinosaurios (sin embargo, seguiremos refiriéndonos a ellos como dinosaurios).
El ejemplo más conspicuo es el de los velocirraptores:
-La forma del cráneo está errada, aunque es acorde a como se pensaba antaño que era la cabeza de este animal.
-Los velocirraptores de Parque Jurásico son mucho más grandes que los velocirraptores reales, que tenían en realidad una altura similar a la de un pavo o un perro mediano (0,5 m).
-Las manos están mal posicionadas. Estos dinosaurios no poseían la capacidad de pronar (ubicar la palma hacia abajo) la mano como se ve en la película, sino que la palma se ubicaba hacia adentro, quedando el primer dedo hacia adelante. Eso se debe a la presencia de un hueso con forma de medialuna en la muñeca de todo el grupo de dinosaurios más cercanamente emparentados con las aves.
-Finalmente, hoy en día sabemos que los velocirraptores, y muy probablemente todos sus parientes cercanos, tenían el cuerpo recubierto de plumas y/o protoplumas.
Diferencias similares en cuanto a tamaños exagerados, ausencia de plumas y anatomías incorrectas pueden encontrarse en casi todos los dinosaurios de Parque Jurásico: el Tyrannosaurus muy probablemente tuviera plumas, el cuerno del Ceratosaurus no era cónico, el Stegosaurus era en realidad bastante más pequeño, y podemos seguir enumerando diferencias hasta el cansancio. Por todo esto, sumado al material genético de rana utilizado para rellenar los huecos del ADN de dinosaurio (en lugar de ADN de aves, sus descendientes; o incluso de cocodrilo, sus parientes vivos más cercanos además de las aves), es que es más correcto decir que los "dinosaurios" de Parque Jurásico no son dinosaurios, sino monstruos de ciencia ficción que se asemejan mucho a dinosaurios.

## En otros medios

### Televisión

#### Jurassic World: Campamento Cretácico (2020 - 2022)
Jurassic World: Campamento Cretácico es una serie animada CGI que debutó en Netflix en 2020. Es un proyecto conjunto entre Netflix, Universal Studios, Amblin Entertainment y DreamWorks Animation. Scott Kreamer y Lane Lueras fueron anunciados como los showrunners, y serían productores ejecutivos de la serie junto con Spielberg, Marshall y Trevorrow, mientras que Zack Stentz se desempeñaría como productor consultor. La serie se desarrolla durante los eventos de la primera película de Jurassic World y trata sobre un grupo de seis adolescentes que asisten a un campamento de aventuras en Isla Nublar. Cuando los dinosaurios del parque escapan, los adolescentes quedan varados y deben trabajar juntos para escapar de la isla. La serie consta de ocho episodios y se estrenó a nivel mundial en Netflix el 18 de septiembre de 2020. El elenco de voces incluye a Paul-Mikél Williams, Jenna Ortega, Ryan Potter, Raini Rodríguez, Sean Giambrone, Kausar Mohammed, Jameela Jamil, and Glen Powell. Mattel producirá juguetes basados en la serie.

### Cine

#### Jurassic Park (1993)
Isla Nublar se representa en Jurassic Park, es una gran isla montañosa de exuberante selva tropical, a 120 millas (190 km) al oeste de Costa Rica. Fue alquilado a la corporación InGen de John Hammond y la construcción de Jurassic Park está a punto de completarse luego de cinco años de construcción cuando se llevan a cabo los eventos de la película.
Los mapas de la isla utilizados en la película y el material promocional de la película, lo representan en la misma forma de lágrima invertida que se describe en la novela. De acuerdo con este modelo, las altas montañas ocupan los extremos norte y oeste de la isla, mientras que el parque se construye en el este y el terreno central. Como en la novela, hay un Muelle Norte y Este, aunque el Muelle Este es el único al que se hace referencia en la película cuando Dennis Nedry trata de alcanzarlo para contrabandear sus embriones de dinosaurios robados al continente. El Centro de visitantes y sus edificios de apoyo están ubicados dentro de un sector autónomo ubicado en la base de las montañas del norte y rodeado por una valla perimetral electrificada.
El Centro de Visitantes, en el estilo de una cabaña africana rústica, cuenta con una rotonda de dos pisos en el centro, con espacio de exhibición incompleto en ambos niveles. Los restos fosilizados de un Tyrannosaurus rex y un Alamosaurus cuelgan del techo como la pieza central de la habitación. La sala de operaciones, el laboratorio, el garaje y el teatro de observación están ubicados dentro del complejo. También hay un gran restaurante con terraza al aire libre y tienda de regalos. El restaurante es servido por una cocina industrial supervisada por un chef gourmet. Los Velociraptors se llevan a cabo en una unidad de contención especialmente construida cerca del Centro de Visitantes con una plataforma de observación y una torre de guardia. También hay un refugio para emergencias y el cobertizo de mantenimiento donde se encuentra el generador que controla la red eléctrica en la isla. En la película, los visitantes llegan a la isla en helicóptero y vuelan a través de un verde valle de montaña antes de aterrizar en el helipuerto en la base de una cascada. Como en la novela, InGen ha construido una infraestructura de vallas electrificadas, fosos de concreto y camino electrificado por el cual los vehículos de los visitantes son guiados en sus recorridos por los varios potreros de los dinosaurios. Hay 12 especies de dinosaurios con sus propios potreros, en comparación con los 15 de la novela.
Durante la escena del almuerzo en el Centro de Visitantes, las diapositivas en el fondo muestran las atracciones futuras en construcción en el parque. Estos incluyen un "Jungle River Ride", un aviario y un restaurante separado.
La isla hawaiana más al norte de Kaua'i, conocida como la "Isla Jardín", se usó ampliamente para filmar los exteriores que representaban a isla Nublar. La isla de O'ahu también se usó para filmar las escenas del valle de Gallimimus en el Rancho Kualoa, al igual que las islas de Maui y Ni'ihau.

#### Jurassic World (2015)
Después de 22 años del fallido intento de abrir el Jurassic Park y pese a que en un principio todo quedó abandonado y en el olvido, en 2015, se revive como escenario principal de la película por primera vez desde el Parque Jurásico original. Esta vez es el sitio de una versión completamente operacional y exitosa del parque original: Jurassic World. InGen se ejecuta como una subsidiaria de Masrani Global Corporation, que compró InGen en los años posteriores a los eventos en The Lost World: Jurassic Park. También se descubrió que el nuevo parque funcionaba durante diez años, comenzando en 2005. Simon Masrani menciona que compró InGen para cumplir el deseo de John Hammond de que el parque esté en funcionamiento.
El nuevo complejo de Centro de Visitantes se encuentra en el centro de la isla, el punto focal de una red de cadenas de tiendas y restaurantes con una amplia calle principal en el medio. El Centro de Visitantes en sí es una versión muy ampliada del original en Jurassic Park, con una rotonda de varios pisos que presenta hologramas de dinosaurios, pantallas interactivas y una estatua de tamaño natural de John Hammond. El laboratorio a la vista de los visitantes se llama Hammond Creation Lab. Una enorme laguna donde vive el Mosasaurus forma la pieza central del complejo de visitantes, alrededor del cual se centran los hoteles, la terminal de trenes y el centro comercial. También hay un anfiteatro que da a la laguna para ver en vivo las alimentaciones de Mosasaurus (similar a SeaWorld); las filas de asientos se pueden bajar debajo de la superficie para ver a la criatura detrás del vidrio. Los visitantes son transportados a isla Nublar en grandes ferris y trasladados al Centro de Visitantes a través de un tren ligero de alta velocidad que termina en una terminal masiva cerca del Centro de Visitantes. El centro de operaciones se encuentra justo al otro lado de la zona turística, en las estribaciones de las montañas. Varias de las estructuras mencionadas en la novela y la película original han llegado a buen término en Jurassic World . Estos incluyen el aviario y la atracción del río Jungle (que se llama el "Crucero del Cretácico"). Las "girosferas" atraen a los visitantes a giras entre Parasaurolophus, Stegosaurus, Triceratops y Apatosaurus. Dentro de Jurassic World hay 20 especies de dinosaurios: 14 herbívoros y 6 carnívoros. 
La parte norte de la isla, donde se centró el Parque Jurásico original, es un área restringida fuera de los límites de los turistas. La unidad de contención donde se encuentra el Indominus Rex se encuentra en este sector. Durante el transcurso de la película, dos de los personajes, Zach y Gray, descubren las ruinas del Centro de Visitantes de Jurassic Park, profundamente cubierto de vegetación. El centro de visitantes parece haber permanecido intacto desde el ataque del T. rex en el clímax de la primera película; la pancarta desgarrada y las piezas de la pantalla del Tiranosaurio aún yacen en el piso. Zach y Gray exploran el garaje y logran que uno de los Jeep Wranglers abandonados de 1992 funciona. Se estrellan contra los restos de una de las vallas electrificadas originales para llegar al perímetro de Jurassic World.
Esta película indica que Jurassic Park no fue demolido, sino que quedó abandonado, a excepción del área ahora ocupada por Jurassic World. También parece que al menos algunos de los dinosaurios del Parque Jurásico original sobrevivieron; se dice que el T. rex en exhibición es el original y aún conserva las cicatrices de su encuentro con los Velociraptores en Jurassic Park.
El equipo de producción volvió a Kaua'i para filmar tomas aéreas para isla Nublar, y también dispararon secuencias más pequeñas en el zoológico de Honolulu , el centro de convenciones de Hawái, y el Rancho Kualoa en Oahu para las escenas del valle de  Gallimimus. Sin embargo, la mayor parte de la película se filmó en Nueva Orleans, Luisiana, donde se construyó la calle principal del complejo para visitantes en el abandonado parque temático Six Flags New Orleans.

#### Jurassic World: El reino caído (2018)
En la escena de apertura de la película, un sumergible ingresa a la laguna de Jurassic World para recuperar una muestra de ADN de los restos del Indominus rex que fue asesinada por el Mosasaurus en la película anterior. Inadvertidamente dejan las puertas de la laguna abiertas en un apuro para evacuar, y el Mosasaurus se escapa hacia mar abierto. Tres años después del incidente de Jurassic World, el Monte Sibo, un volcán que se encuentra al norte de la isla y que antes estaba inactivo amenaza con estallar y destruir a los dinosaurios que viven en la Isla Nublar. El Congreso de los Estados Unidos celebra audiencias sobre si deben intervenir y rescatar a los dinosaurios antes de la re-extinción, pero deciden no hacerlo. Sin embargo, un multimillonario enfermo llamado Benjamin Lockwood, que fue uno de los primeros colaboradores de John Hammond en la clonación de dinosaurios, monta una operación de rescate para salvar 11 especies o cuántas más puedan. Le pide a Claire Dearing y Owen Grady que se unan a la expedición, esta última para que pueda encontrar a Blue, la última Velociraptor viva. El equipo de Lockwood resultó ser un grupo de mercenarios empeñados en capturar a los dinosaurios con fines de lucro a manos de Eli Mills, el asistente de Lockwood, dejan a Claire y Owen para que se las arreglen solos mientras el volcán entra en erupción. Los dos apenas pueden escapar como la lava y el flujo piroclástico del volcán caen sobre la isla. El último dinosaurio de la Isla Nublar es un Brachiosaurus que lamentablemente es consumido por la lava y la ceniza volcánica, mientras el barco mercenario se aleja de la isla.
Los realizadores volvieron al Rancho Kualoa en Oahu, utilizado en todas las películas del Jurásico con Isla Nublar. Lugares adicionales para la Isla Nublar fueron He'eia Small Boat Harbour en He'eia, Hawái, que representaba el puerto de Isla Nublar y parte de la jungla alrededor de He'eia. Una playa de la Isla Nublar donde Owen y Claire se grabaron fue filmada en Hālona Blowhole en Oahu, mientras que Main Street of Jurassic World fue reconstruida en Papailoa Beach, también en Oahu.